# Работьково
Рабо́тьково — село в Дмитровском районе Орловской области. Входит в состав Бородинского сельского поселения.

## География
Расположено в 20 км к северу от Дмитровска и в 4 км от границы с Брянской областью в верховье ручья Лобковский, который в старину имел названия: Работьковка, Работка, Колодезь Работков. Рядом с селом расположены урочища Работьково, Сергиевский Клин и Черемушный Клин. По описанию начала XX века село располагалось в «гористой» местности, благоприятной для здоровья.

## Этимология
Получило название от находящегося вблизи урочища «Работьково».

## История
Село существовало, как минимум, с XVI века. Уже тогда здесь действовал православный храм, освящённый в честь Николая Чудотворца. С 1610-х годов числилось в составе Сомовской волости Карачевского уезда. В 1624 году крымские татары дошли до города Карачев и сожгли при этом село Работьково.
По данным 1762 года помещиком в селе был Иван Семёнович Коренев.
В 1802 году Работьково вошло в состав Дмитровского уезда Орловской губернии. До 1847 года селом владел гвардии ротмистр Николай Васильевич Киреевский. Затем поместье купил по сходной цене его двоюродный брат и однополчанин, генерал-майор Николай Николаевич Тухачевский (1796—1870), приходившийся двоюродным прадедом маршалу Советского Союза Михаилу Николаевичу Тухачевскому. В 1860 году Н. Н. Тухачевскому принадлежало в Работьково 204 крестьянина мужского пола и 17 дворовых мужского пола в 48 дворах.
В 1861 году село становится административным центром Работьковской волости Дмитровского уезда. В 1866 году в бывшем владельческом селе Работьково было 60 дворов, проживало 504 человека (250 мужского пола и 254 женского), действовали: православный храм, 3 маслобойни и 2 мельницы. Через село в то время проходила просёлочная дорога из Дмитровска в Карачев. В 1877 году в Работьково было 57 дворов, проживало 508 человек. К этому времени в селе был открыт кирпичный завод.
В 1894 году в Работьково было 88 дворов, проживало 628 человек. Часть земли в селе в то время была казённой, часть принадлежала помещикам Тухачевским. В 1897 году здесь проживало 634 человека (294 мужского пола и 340 женского). К этому времени земля села перешла во владение помещицы Сыромятиной.
В 1926 году в селе было 131 хозяйство (в т.ч. 124 крестьянского типа), проживало 647 человек (288 мужского пола и 359 женского), действовали: народный суд, школа 1-й ступени, пункт ликвидации неграмотности, библиотека, изба-читальня, кооперативное торговое заведение III разряда. В то время Работьково было административным центром Работьковского сельсовета Волконской волости Дмитровского уезда. К этому же времени на базе местного спиртзавода был создан совхоз «Работьковский», который был выделен в самостоятельный населённый пункт. В 1926 году в совхоз входило 5 хозяйств (в т.ч. 1 крестьянского типа), 16 человек (6 мужчин и 10 женщин). С 1928 года село входит в состав Дмитровского района. В 1937 году в Работьково был 141 двор, действовало отделение почты. Во время Великой Отечественной войны, с октября 1941 года по 14 августа 1943 года, село находилось в зоне немецко-фашистской оккупации. По данным 1945 года здесь действовал колхоз «Работьково». В 1950-е годы колхоз получил новое название — «Заря Коммунизма». В 1954 году Работьковский сельсовет был упразднён, село вошло в состав Бородинского сельсовета.

## Храм Николая Чудотворца
Православный храм, освящённый в честь Николая Чудотворца упоминается вместе с селом с XVI века. По преданию, первоначально храм располагался вне села, около трёх дубов, на одном из которых явилась икона Святого Николая Чудотворца. В 1762 году храм сгорел. Тогдашний помещик Иван Семёнович Коренев построил на свои деньги новое здание храма, уже в самом селе. К приходу Николаевской церкви, помимо жителей Работькова, было приписано население соседней деревни Берёзовки. Прихожанами церкви были крестьяне, занимающиеся земледелием. К замечательным предметам храма относились вышеупомянутая икона, по преданию оставшаяся неповреждённой во время пожара первой церкви, а также иконы Божией Матери Тихвинской и Всех Скорбящих Радости. По данным 1905 года приход храма состоял из 1415 человек (695 мужчин и 720 женщин), причт состоял из 2 человек, земли при церкви было 76 десятин. Храм относился к 1-му благочинному округу Дмитровского уезда. Церковь была закрыта в советское время и до наших дней не сохранилась.

## Население
| 1866 | 1877 | 1897 | 1926 | 1979 | 2002 | 2010 |
| ---- | ---- | ---- | ---- | ---- | ---- | ---- |
| 504  | ↗508 | ↗634 | ↗647 | ↘165 | ↗202 | ↘120 |

## Персоналии
- Трактаев, Егор Иванович (1912—1945) — участник Великой Отечественной войны, Герой Советского Союза (1945).

## Памятник истории
В селе находится братская могила советских воинов, погибших во время Великой Отечественной войны. Захоронено 43 человека, у всех установлены имена. Перезахоронения производились из д. Берёзовка; п. Берёзовая Посадка, п. Гусев, п. Костяковский, п. Новая Берёзовка. Статус памятника истории регионального значения с 1987 года.